# Сербин, Роман
Роман Сербин (англ. Roman Serbyn; род. 1939, с. Викторов) — канадский историк и политолог украинского происхождения, профессор (в отставке с 2002 года) истории России и восточноевропейской истории, Квебекский университет (Монреаль). Эксперт по политике Украины, нередко выступает со статьями и комментариями по украинской истории и современным политическим событиям. В годы войны его семья бежала в Германию, затем в 1948 году в Канаду. Наибольшую известность получил как исследователь проблемы Голодомора (одним из своих идейных предшественников считает Ф. Пигидо, к книге которого написал предисловие).

## Публикации
- Roman Serbyn and Bohdan Krawchenko, Famine in Ukraine 1932—1933, 1986. — ISBN 0-920862-43-8.
- Roman Serbyn, Holod 1921—1923 I Ukrainska Presa V Kanadi (translation: The Famine of 1921—1923 and the Ukrainian Press in Canada), 1992. — ISBN 0-9696301-0-7.